# Okresní soud v Ostravě
Okresní soud v Ostravě je okresní soud s působností pouze pro území statutárního města Ostravy, jeho obvod se tedy neshoduje s okresem Ostrava-město. Soud se nachází v moderní budově v ulici U Soudu v městském obvodu Poruba a rozhoduje jako soud prvního stupně ve všech trestních a civilních věcech, ledaže jde o specializovanou agendu (nejzávažnější trestné činy, insolvenční řízení, spory ve věcech obchodních korporací, hospodářské soutěže, duševního vlastnictví apod.), která je svěřena krajskému soudu. Spolu s brněnským městským soudem jde co do počtu soudců o největší české okresní soudy.

## Historie
V roce 1850 vznikl Okresní soud v Moravské Ostravě a po roce 1898 Okresní soud ve Slezské Ostravě, které byly za Protektorátu Čechy a Morava přejmenovány na Okresní soud pro Moravskou Ostravu-západ a Okresní soud pro Moravskou Ostravu-východ, což bylo ponecháno i po roce 1945. Tento stav však nevydržel dlouho, už po roce 1949 došlo k územnímu sloučení, na druhou stranu tehdy místo nich vznikly dva specializované okresní soudy, Okresní soud civilní v Ostravě a Okresní soud trestní v Ostravě, které působily až do roku 1960. Od té doby v Ostravě funguje jen jeden obecný okresní soud. Vzhledem k tomu, že vymezení soudních obvodů nebylo přizpůsobeno reformě okresů k 1. lednu 2007, je ale stále fakticky městským soudem.